# Callihamina adelaidia
Genre
Espèce
Callihamina adelaidia, unique représentant du genre Callihamina, est une espèce d'opilions laniatores de la famille des Triaenonychidae.

## Distribution
Cette espèce est endémique d'Australie.

## Publication originale
- Roewer, 1942 : « Einige neue Arachniden I. » Veröffentlichungen aus dem Deutschen Kolonial- und Übersee-Museum in Bremen, vol. 3, p. 277–280.